# Antonio Spadaro
Antonio Spadaro, all'anagrafe Antonino (Messina, 6 luglio 1966) è un gesuita, giornalista, teologo, presbitero e critico letterario italiano, dal 2011 al 2023 direttore della rivista La Civiltà Cattolica e dal 1º gennaio 2024 sotto-segretario del Dicastero per la cultura e l'educazione.

## Biografia
Laureato in Filosofia nel 1988 presso l'Università degli Studi di Messina, entra subito dopo nel noviziato della Compagnia di Gesù. Insegna lettere a Roma per 2 anni dal 1991 al 1993. Il 21 dicembre 1996 riceve l'ordinazione presbiterale e il 24 maggio 2007 pronuncia i voti solenni nella Compagnia di Gesù. Consegue la licenza in Teologia Fondamentale, il diploma in Comunicazioni Sociali, il dottorato di ricerca in Teologia presso la Pontificia Università Gregoriana di Roma. Completa la sua formazione negli Stati Uniti, nella Provincia dei gesuiti di Chicago, tra il 2002 e il 2003.
Nel 1994, Spadaro comincia a scrivere per la rivista La Civiltà Cattolica, per poi entrare a far parte in pianta stabile della redazione nel 1998. Si occupa soprattutto di teoria della letteratura e di critica letteraria, in particolare legata ad autori contemporanei italiani (tra questi, Cesare Pavese, Alda Merini, Giorgio Bassani, Mario Luzi, Pier Vittorio Tondelli) e scrittori statunitensi (dai classici come Emily Dickinson, Walt Whitman, Flannery O'Connor e Jack London ai contemporanei come Jack Kerouac, Raymond Carver). Tra le materie che tratta vi sono anche la musica (Bruce Springsteen, Tom Waits, Nick Drake, Nick Cave), l'arte contemporanea (Mark Rothko, Edward Hopper, Andy Warhol, Jean-Michel Basquiat), il cinema e le nuove tecnologie della comunicazione e il loro impatto sul modo di vivere e pensare (in particolare su Wikipedia, Second Life, sulla lettura digitale, sui vari social network, sulla filosofia hacker o sulla Cyberteologia).
Nel 1998 ha fondato BombaCarta, un progetto culturale che coordina iniziative di scrittura creativa, produzione video e lettura anche su Internet. È curatore della collana di poesia L'Oblò, pubblicata dalle edizioni Ancora.Dal 2002 insegna presso il Centro Interdisciplinare di Comunicazione Sociale (CICS) della Pontificia Università Gregoriana. Nel 2008 è a capo del comitato scientifico "La sfida e l'esperienza" che raccoglie docenti e manager interessati ai temi della spiritualità e dell'innovazione.Dal 2004 al 2009 viene incaricato di coordinare le attività culturali della Compagnia di Gesù in Italia.Il 24 febbraio 2007 è il relatore principale al primo evento organizzato dai Gesuiti sulla musica rock nel quale riabilita la dignità musicale (non liturgica) del genere nel suo complesso, limitandone la condanna alla valutazione di rari e singoli casi.

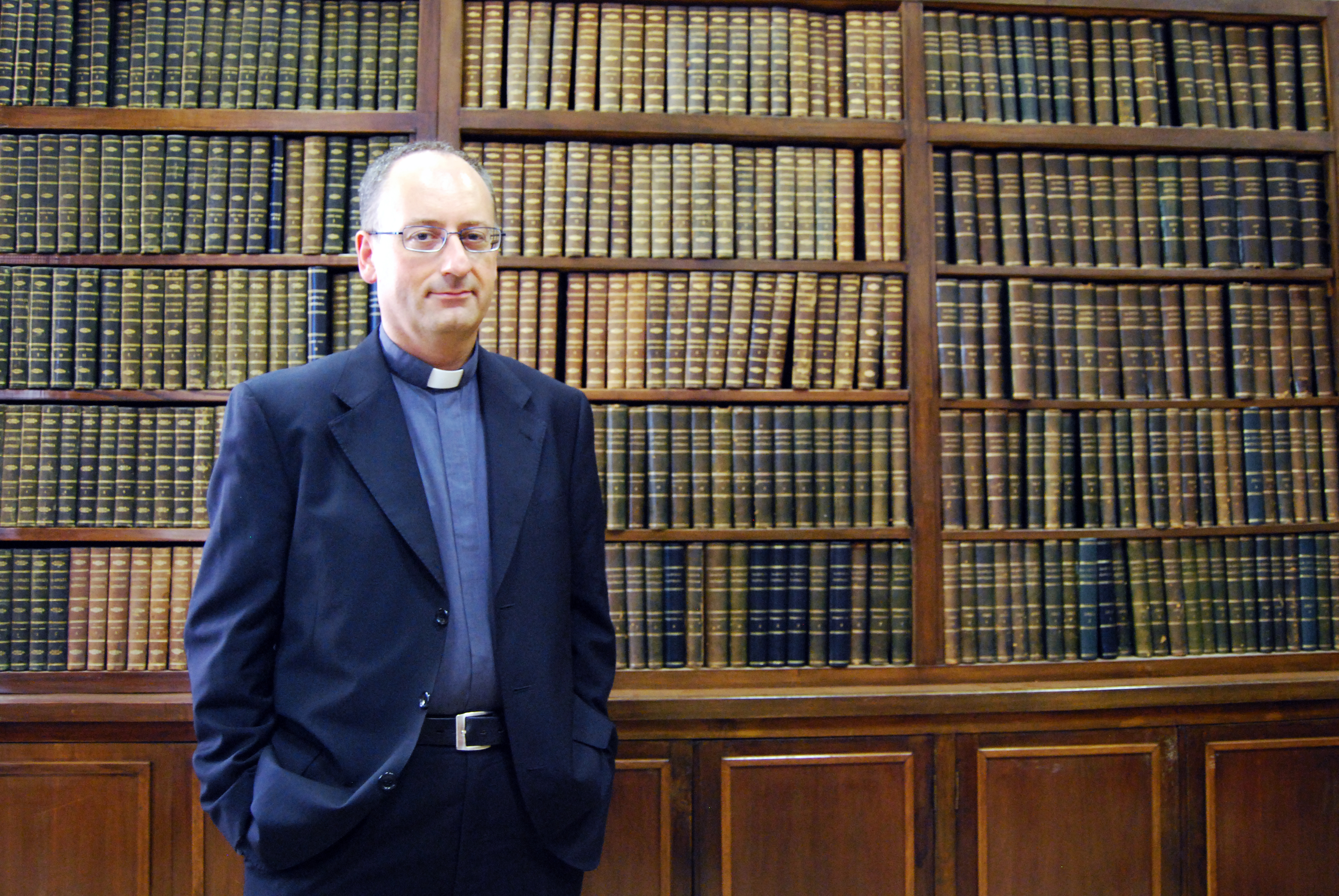
Padre Antonio Spadaro davanti alla raccolta completa di La Civiltà Cattolica

Nel settembre del 2009 diviene Rettore della Comunità dei gesuiti de La Civiltà Cattolica. Dal 21 aprile 2011 è iscritto all'Ordine dei Giornalisti del Lazio come giornalista pubblicista. Il 6 settembre 2011 è annunciata la sua nomina a direttore della rivista.Nel numero del 1º ottobre 2011 della rivista, è apparso il suo articolo di presentazione nella nuova veste di direttore.
La sua attività in Rete è legata, oltre alla presenza nei social network, anche alla cura di un sito personale e di due blog: uno dedicato alla CyberTeologia e uno dedicato alla scrittrice statunitense Flannery O'Connor.
Il 10 dicembre 2011 papa Benedetto XVI lo nomina consultore del Pontificio Consiglio della Cultura e il 29 dicembre anche consultore del Pontificio Consiglio delle Comunicazioni Sociali. Nel gennaio 2012 ha ricevuto a Caserta il premio giornalistico "Le Buone Notizie - Civitas Casertana".
Ad agosto 2013 incontra più volte Papa Francesco per conto de La Civiltà Cattolica e di altre 15 riviste della Compagnia di Gesù. Il contenuto delle conversazioni è stato pubblicato sotto forma di intervista a settembre 2013 ed ampiamente ripreso dalla stampa internazionale.
Dal 2020 collabora con Il Fatto Quotidiano, su cui pubblica una serie di omelie domenicali.
Il 14 settembre 2023 Spadaro lascia la direzione de La civiltà cattolica dopo dodici anni, essendo stato nominato da papa Francesco sotto-segretario del Dicastero per la cultura e l'educazione; viene quindi sostituito dal portoghese Nuno da Silva Gonçalves, anch'egli gesuita. Padre Spadaro si è congedato dal suo incarico di direttore con un ultimo editoriale, pubblicato prima sul sito web della rivista, e poi nel numero 4158 del 16 settembre 2023.

## L'articolo diLa Civiltà Cattolicasu Wikipedia
Il 16 luglio 2005 ha dedicato un articolo a Wikipedia, in cui analizzava il significato di Wikipedia nel contesto culturale italiano e la storia del progetto, mettendone in evidenza pregi e limiti.
La sua conclusione era:
Il 20 gennaio 2008, il gesuita ha concesso un'intervista a Wikinotizie-Wiki@Home, pubblicata con il titolo Antonio Spadaro: intervista al gesuita 2.0, nella quale ha commentato il suddetto articolo e ha spaziato sulle tematiche inerenti Wikipedia e il mondo della rete Internet.

## Pubblicazioni
- Tracce profonde. Il viaggio tra il reale e l'immaginario, Roma, Città Nuova, 1993.
- Radio on. Tra le colonne sonore degli anni ‘90, Napoli, Giannini, 1996 (in collab. con E. Crasto).
- Lo sguardo presente. Una lettura teologica di “Breve film sull'amore di K. Kieslowski”, Rimini, Guaraldi, 1999. Del volume esiste anche una versione elettronica.
- Pier Vittorio Tondelli. Attraversare l'attesa, Reggio Emilia, Diabasis, 1999.
- “Laboratorio Under 25″. Tondelli e la nuova narrativa italiana, Reggio Emilia, Diabasis, 2000. [Il volume è apparso anche come pubblicazione digitale a puntate settimanali sul sito di RaiLibro della Radio Televisione Italiana].
- Carver. Un'acuta sensazione d'attesa, Padova, Messaggero di Sant'Antonio Editrice, 2001.
- A che cosa «serve» la letteratura?, Leumann (To)-Roma, ElleDiCi - La Civiltà Cattolica, 2002. [Premio Capri 2002 per la sezione Letteratura e Premio Crotone 2002 - sezione Giovane critici italiani]
- Lontano dentro se stessi. L'attesa di salvezza in Pier Vittorio Tondelli, Milano, Jaca Book, 2002.
- Connessioni. Nuove forme della cultura al tempo di internet, Bologna, Pardes, 2006.
- La grazia della parola. Karl Rahner e la poesia, Milano, Jaca Book, 2006.
- Nella melodia della terra. La poesia di Karol Wojtyla, Milano, Jaca Book, 2007.
- Abitare nella possibilità. L'esperienza della letteratura, vol. I, Milano, Jaca Book, 2008.
- L'altro fuoco. L'esperienza della letteratura, vol. II, Milano, Jaca Book, 2009.
- Alla ricerca del lupo. Genio, tensioni, vanità, Bologna, Pardes, 2009.
- Nell'ombra accesa. Breviario poetico di Natale, Milano, Ancora, 2010.
- Web 2.0. Reti di relazione, Milano, Edizioni Paoline, 2010.
- Svolta di respiro. Spiritualità della vita contemporanea, Milano, Vita e Pensiero, 2010.
- Cyberteologia. Pensare il cristianesimo al tempo della rete, Milano, Vita e Pensiero, 2012.
- Nelle vene d'America. Da Walt Whitman a Jack Kerouac, Milano, Jaca Books, 2013.
- Da Benedetto a Francesco. Cronaca di una successione al Pontificato, Milano, Lindau, 2013.
- La famiglia è il futuro, Roma, Ancora, 2014.
- Il disegno di papa Francesco. Il volto futuro della Chiesa, Bologna, EMI, 2014.
- Quando la fede si fa social. Il cristianesimo ai tempi dei new media, Bologna, EMI; 2015.
- La famiglia oltre il miraggio, Roma, Ancora, 2015.
- Il coraggio e l'audacia. Da Pio IX a Francesco. «La Civiltà Cattolica» raccontata da dodici Papi 1850-2016 (con Giovanni Sale), Milano, Rizzoli, 2017.
- Il nuovo mondo di Francesco, Venezia, Marsilio, 2018.
- Creature di caldo sangue e nervi. La scrittura di Raymond Carver, Roma, Ares, 2020.
- Fiamma nella notta. Sette parole per immaginare il futuro, Roma, Ares, 2021.
- Oltrecolore. Hopper, Rothko, Warhol, Basquiat, Milano, Vita e Pensiero, 2022.
- Una trama divina. Gesù in controcampo, Venezia, Marsilio, 2023.
- L'atlante di Francesco. Vaticano e politica internazionale, Venezia, Marsilio, 2023.
- Da Francesco a Leone, Bologna, EDB, 2025.

## Curatele
- Chris Cappell, Lasciami correre via, Padova, Messaggero, 2001.
- François Varillon, Traversate di un credente, Milano, Jaca Book, 2008.
- Rowan Williams, La dodicesima notte, Milano, Ancora, 2008.
- Gerard Manley Hopkins, La freschezza più cara. Poesie scelte, Milano, Rizzoli, 2008.
- Walt Whitman, Canto una vita immensa, Milano, Ancora, 2009.
- Un Dio sempre più grande. Pregare con i gesuiti, Milano, Ancora, 2010.